# Кёниг, Франц Иосиф
Франц-Иосиф Кёниг (15 ноября 1843 — 12 апреля 1930, Мюнстер) — немецкий химик и агроном

.
С 1864 года изучал естественную историю и математику в Мюнхенском университете, а затем в Гёттингене занимался химией, в 1881 — профессор. 
Большую известность приобрели его работы по химии питательных и вкусовых веществ. Chemie der mänschlichen Nahrungs und Genussmittel (Б., 2 изд. 1887). Из других сочинений его были известны: Der Kreislauf des Stickstoffs und seine Bedeutung für die Landwirthschaft и Verunreinigung der Flüsse.